# 2007
Rok 2007 (MMVII) gregoriánského kalendáře začal v pondělí 1. ledna a skončil v pondělí 31. prosince.

## Události
Začala Velká recese, kterou odstartovala americká hypoteční krize.

### Česko
- 1. ledna – Zahájení programového období 2007 až 2013, ve kterém bylo do České republiky alokováno 26,69 miliard eur z fondů Evropské unie.
- 8. ledna – Dodávky ruské ropy ropovodem Družba byly zcela přerušeny.
- 19. ledna – Evropu a Česko zasáhla Bouře Kyrill.
- 10. února – premiéra muzikálové komedie Čarodějky z Eastwicku
- 21. června – Ve velkochovu v Tisové v okrese Ústí nad Orlicí byl zaznamenán první výskyt viru ptačí chřipky v chovu na území Česka.
- 15. září – Sedmý ročník projektu Den Nato konající se na Letišti Leoše Janáčka v Ostravě.
- 20. září – Zveřejněna výzva Všem, jejichž hlas je slyšet o úpadku českého školství, resp. o poklesu úrovně vzdělanosti, oslovující ty, „...kteří vystupují v televizi a v rozhlase, píší do novin a časopisů, poskytují rozhovory atd. ...“, tedy „...ty, jejichž hlas je slyšet“.
- 21. prosince – Česká republika a dalších osm zemí (Estonsko, Litva, Lotyšsko, Maďarsko, Malta, Polsko, Slovensko, Slovinsko) vstoupilo do Schengenského prostoru. Bez hraničních kontrol lze cestovat 24 evropskými státy.

### Svět
- 1. ledna
  - Rumunsko a Bulharsko vstoupily do Evropské unie.
  - Irština, rumunština a bulharština se staly úředními jazyky Evropské unie.
  - Slovinsko přijalo Euro jako oficiální měnu. Tím bylo nahrazeno původní platidlo – Slovinský tolar.
  - Snížení počtu subjektů Ruské federace na 86, Evencký a Tajmyrský autonomní okruh se staly součástí Krasnojarského kraje.
- 4. ledna – Nancy Pelosiová se stala první ženou ve funkci předsedy sněmovny reprezentantů.
- 7. ledna – Stanisław Wojciech Wielgus, nově jmenovaný arcibiskup varšavský, na prosbu Vatikánu na úřad rezignoval z důvodu své spolupráce s tajnou policií komunistického Polska.
- 8. ledna – Dodávky ruské ropy ropovodem Družba byly zcela přerušeny.
- 9. ledna – Firma Apple poprvé představila iPhone 1. generace.
- 19. ledna – Evropu a Česko zasáhla Bouře Kyrill
- 30. ledna – Vydání operačního systému Windows Vista
- 28. února – Průlet sondy New Horizons kolem Jupiteru, využití Jupiterova gravitačního pole jako gravitačního praku k letu k Plutu.
- 14. dubna a 21. dubna – Prezidentské a parlamentní volby v Nigérii.
- 16. dubna – Došlo k masakru na Virginském polytechnickém institutu a státní univerzitě.
- 7. července – Papež Benedikt XVI. vydal motu proprio Summorum pontificum.
- 11. července – Ukončení rozšířené podpory operačního systému Windows 98
- 14. července
  - Rusko odstoupilo od smlouvy o konvenčních ozbrojených silách v Evropě (CFE).
  - Severní Korea uzavřela jaderný reaktor v Jongbjonu.
- 15. července – Šimon Peres se ujal funkce izraelského prezidenta.
- 18. července – V São Paulu zemřelo při nehodě letadla Airbus A320 přes 200 lidí.
- 21. července – Vyšel sedmý díl ságy Harry Potter – Harry Potter a relikvie smrti.
- 22. července – Předčasné parlamentní volby v Turecku drtivě vyhrála vládní strana AKP (Strana spravedlnosti a rozvoje), druzí skončili republikáni (CHP) a třetí nacionalisté (MHP).
- 15. srpna – Silné zemětřesení v Peru (519 obětí)
- 25. srpna – V Řecku vyhlášen nouzový stav kvůli sérii ničivých požárů (84 obětí).
- 2. října – Portugalské vedení EU oznámilo, že text nové mezivládní smlouvy nahrazující tzv. Ústavní smlouvu je na úrovni expertů dopracován a bude předán zástupcům všech 27 vlád členských zemí.
- 17. října – Turecký parlament schválil případný vojenský zásah v severní části sousedního Iráku proti Straně kurdských pracujících, která z tohoto území podniká své útoky.
- 18. října – Na bývalou pákistánskou premiérku Bénazír Bhuttovou, která se po 8 letech pobytu v exilu vrátila zpět do vlasti, byl spáchán pumový útok. Za pokusem o atentát, který si vyžádal neméně 136 obětí a 387 zraněných, stojí patrně radikální muslimské organizace včetně Tálibánu s Al-Káidou.
- 18. listopadu – Volby v srbské provincii Kosovo vyhrála separatistická proalbánská strana Demokratická strana Kosova (PDK), vedená Hashimem Thaçi. Je zřejmé, že Kosovo bude s tímto vedením směřovat k rychlému odtržení od Srbska.
- 2. prosince – Strana Jednotné Rusko zvítězila podle prvních odhadů v ruských parlamentních volbách se ziskem 64 % hlasů – množství opozičních stran si ale již dříve stěžovalo na diskriminaci a perzekuce ze strany státu.
- 21. prosince – Devět zemí včetně Česka (Česko, Estonsko, Litva, Lotyšsko, Maďarsko, Malta, Polsko, Slovensko, Slovinsko) vstoupilo do Schengenského prostoru. Lze tak cestovat již 24 evropskými státy bez hraničních kontrol.
- 24. prosince – Velká konjunkce planet, Měsíce a galaktického jádra.
- 27. prosince – Při pumovém útoku v Rávalpindí byla smrtelně zraněna pákistánská opoziční politička a bývalá premiérka Bénazír Bhuttová.

## Vědy a umění
- 4. říjen – Skotská policie objevila obraz od Leonarda Da Vinciho Madonna s vřetenem, který byl před čtyřmi lety ukraden ze zámku Drumlanrig a jehož cena se odhaduje na 30 miliónů liber (přes miliardu korun). V souvislosti s krádeží zatkla čtyři muže.
- 26. října – vydání a začátek prodeje PC hry Zaklínač (The Witcher) v Evropě (24. října Rusko, 30. října USA)
- 10. října – vydání hry Team Fortress 2

## Nobelova cena
- Nobelova cena za fyziku – Albert Fert, Peter Grünberg
- Nobelova cena za chemii – Gerhard Ertl
- Nobelova cena za fyziologii a medicínu – Mario Capecchi, Martin Evans, Oliver Smithies
- Nobelova cena za literaturu – Doris Lessingová
- Nobelova cena za mír – Al Gore, Mezivládní panel pro změnu klimatu
- Nobelova pamětní cena za ekonomii – Leonid Hurwicz, Eric Maskin, Roger Myerson

## Narození
- 2. ledna – Michal Florian, zpěvák, skladatel, youtuber s přezdívkou Misha
- 10. dubna – Ariane Nizozemská, třetí a nejmladší dcera nizozemského krále Viléma-Alexandra a královny Máximy
- 27. dubna – Infantka Sofie, druhá dcera španělského krále Filipa
- 13. července – Lamine Yamal, španělský fotbalista

## Úmrtí

### Česko

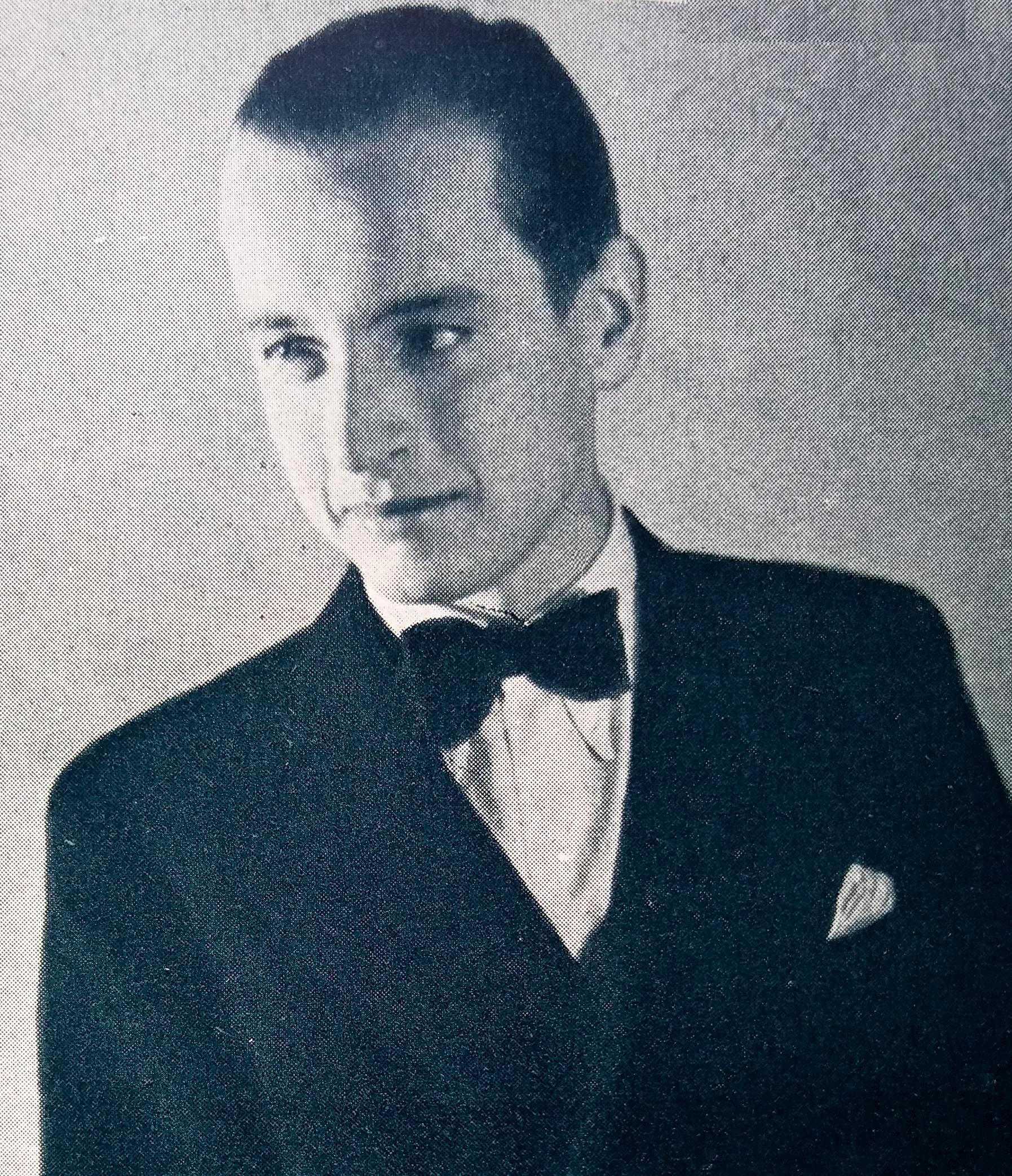
Svatopluk Beneš († 27. duben)

- 2. ledna – Milán Václavík, ministr národní obrany ČSSR (* 31. března 1928)
- 3. ledna – Jan Hukna, herec působící převážně v Anglii (* 19. května 1920)
- 4. ledna – Eva Nováková, politička (* 29. července 1955)
- 8. ledna – Archimiro Caha, radiolog (* 23. září 1913)
- 10. ledna
  - Jaroslav Kraft, paleontolog (* 9. dubna 1940)
  - Karel Zámečník, redaktor Československého rozhlasu, historik a spisovatel (* 1. listopadu 1920)
- 19. ledna – Josef Týfa, typograf (* 5. prosince 1913)
- 27. ledna – Iva Hercíková, spisovatelka (2. listopadu 1935)
- 28. ledna – Karel Svoboda, textař a skladatel (* 19. prosince 1938)
- 31. ledna – Milan Opočenský, teolog, filozof, duchovní Českobratrské církve evangelické (* 5. července 1931)
- 5. února
  - Jaroslav Otruba, architekt (* 11. listopadu 1916)
  - Milič Jiráček, vědec a teoretik fotografie (* 21. října 1922)
- 6. února – Jaroslav Kábrt, vysokoškolský pedagog, veterinární lékař (* 3. ledna 1903)
- 8. února – Jan Truhlář, hudební skladatel, kytarista a pedagog (* 6. července 1928)
- 17. února – Josef Künzl, voják a příslušník výsadku Chalk (* 19. ledna 1919)
- 25. února – Jan Teplý, filmový a divadelní herec (* 30. července 1931)
- 5. března – Miloš Kohout, herec, moderátor a režisér (* ? 1930)
- 13. března – Jan Simota, sochař, medailér, pedagog (* 19. září 1920)
- 14. března – Pavel Novák, jazykovědec, fonetik a albanista (* 5. ledna 1932)
- 18. března
  - František Kotva, kytarista (* 15. května 1952)
  - Břetislav Hodek, lexikograf, literární vědec, spisovatel a překladatel (* 24. května 1924)
- 19. března – Vilém Kocych, malíř a sochař (* 3. prosince 1930)
- 20. března – Ota Karen, ekonom, právník, představitel mezinárodního družstevního hnutí (* 20. května 1931)
- 23. března
  - Tera Fabiánová, romská spisovatelka (* 15. října 1930)
  - Jan Antonín Pacák, hudebník (Olympic) a výtvarník (* 26. dubna 1941)
- 27. března
  - Jiřina Jelenská, herečka (* 21. prosince 1942)
  - Jiří Horčička, rozhlasový režisér (* 27. března 1927)
  - Pavel Frýbort, publicista, prozaik, překladatel (* 20. května 1946)
- 29. března – Karel Solařík, malíř (* 27. února 1915)
- 1. dubna – Ladislav Rychman, filmový režisér (* 9. října 1922)
- 2. dubna – Božin Laskov, československý a bulharský fotbalový reprezentant (* 15. února 1922)
- 3. dubna – Antonín Špaček, předseda Československé obci legionářské (* 23. května 1917)
- 4. dubna – Jiří Šebánek, scenárista, spisovatel a zejména přední cimrmanolog (* 8. února 1930)
- 9. dubna – Egon Bondy, básník a filosof (* 20. ledna 1930)
- 12. dubna
  - Jiří Rulf, básník, prozaik, literární kritik a publicista (* 22. března 1947)
  - Karel Štorkán, spisovatel a scenárista (* 5. května 1923)
- 13. dubna – Václav Žilka, flétnista a pedagog (* 19. září 1924)
- 14. dubna – Ladislav Adamec, československý premiér (* 10. září 1926)
- 15. dubna – Emil Ludvík, hudební skladatel (* 16. srpna 1917)
- 18. dubna
  - Michal Benedikovič, fotbalový reprezentant (* 31. května 1923)
  - Andrej Kvašňák, fotbalista slovenského původu, stříbrný na MS 1962 v Chile (* 19. května 1936)
- 21. dubna – Jana Berdychová, zakladatelka cvičení rodičů s dětmi (* 17. února 1909)
- 24. dubna – Ladislav Křivský, astronom a meteorolog (* 8. prosince 1925)
- 25. dubna – Petr Rada, písňový textař a básník (* 7. dubna 1932)
- 27. dubna – Svatopluk Beneš, herec (* 24. února 1918)
- 3. května – Karel Bubeníček, architekt (* 30. června 1923)
- 12. května – Milan Havlín, kanadský zahradní architekt českého původu (* 2. června 1928)
- 15. května – Václav Červinka, kanovník katedrální kapituly u sv. Štěpána v Litoměřicích (* 16. ledna 1922)
- 20. května – Pavel Hobl, režisér (* 20. června 1935)
- 26. května – Antonín Lauterbach, pedagog, spisovatel a divadelník (* 2. září 1912)
- 27. května – Zdeněk Mathauser, estetik a literární vědec (* 3. června 1920)
- 1. června – Jan Beneš, spisovatel (* 26. března 1936)
- 6. června – Miroslav Smotlacha, mykolog a popularizátor houbaření(* 22. září 1920)
- 7. června – Miroslav J. Černý, akademický malíř, grafik a sochař (* 15. února 1935)
- 13. června – Oskar Moravec, hudební skladatel žijící v Kanadě (* 17. ledna 1917)
- 21. června – Alexander Babraj, scénograf, výtvarník (* 7. února 1948)
- 25. června – Adolf Filip, divadelní a filmový herec (* 8. ledna 1931)
- 29. června – Josef Tesař, volejbalista (* 11. března 1927)
- 30. června – Luboš Hruška, politický vězeň komunistického režimu (* 20. července 1927)
- 1. července – František Řezníček, fotograf (* 23. května 1954)
- 3. července – František Anicet Petružela, vojenský duchovní (* 14. srpna 1914)
- 8. července – Jindřich Feld, hudební skladatel (* 19. února 1925)
- 13. července – Zdeněk Lukáš, skladatel (* 21. srpna 1928)
- 15. července – Miloslav Cicvárek, malíř, grafik, sochař a restaurátor (* 1. října 1927)
- 19. července – Jiří Zahajský, herec (* 19. ledna 1939)
- 22. července
  - Ladislav Kozák, akademický sochař a medailér (* 31. srpna 1934)
  - Quido Adamec, hokejový rozhodčí (* 15. prosince 1924)
- 31. července – Petr Růžička, hudební skladatel (* 16. února 1936)
- 4. srpna – Vladimír Novotný, hudebník, folklorista, hudební aranžér a pedagog (* 15. října 1933)
- 23. srpna – Dušan Třeštík, historik a publicista (* 1. srpna 1933)
- 22. srpna – Mirjam Bohatcová, historička a bibliografka (* 28. června 1919)
- 26. srpna – Petr Kaplan, zpěvák a doprovodný kytarista (* 16. června 1940)
- 29. srpna
  - Ladislav Fládr, sochař, medailér a pedagog (* 27. června 1935)
  - Čestmír Kráčmar, historik, spisovatel, hudební pedagog, sólista opery (* 26. června 1934)
- 6. září – Martin Čech, hokejista (* 2. června 1976)
- 11. září – František Peterka, malíř (* 26. dubna 1920)
- 14. září – Bohumil Vávra, herec (* 4. listopadu 1916)
- 17. září – Miloš Zavadil, česko-rakouský tanečník, herec, choreograf (* 11. července 1940)
- 18. září
  - Vladislav Jáchymovský, historik, kronikář Karlových Varů (* 31. prosince 1923)
  - Josef Vinklář, herec (* 10. listopadu 1930)
- 20. září
  - Zdeněk Havlíček, televizní režisér (* 17. února 1930)
  - Juraj Pospíšil, slovenský hudební skladatel českého původu (* 14. ledna 1931)
- 22. září – Milan Lukeš, historik, překladatel a politik (* 14. prosince 1933)
- 24. září – Otto Špaček, stíhací pilot (* 7. března 1918)
- 29. září – Lois Maxwellová, kanadská herečka (* 14. února 1927)
- 5. října – Jeroným Zajíček, skladatel, hudební vědec a pedagog v emigraci (* 10. listopadu 1926)
- 7. října – Jiřina Steimarová, herečka (* 24. leden 1916)
- 9. října – Anatoli Kohout, bubeník (* 9. září 1946)
- 10. října – Rudolf Chorý, sochař (* 17. dubna 1929)
- 20. října – Miroslav Galuška, novinář, překladatel a politik (* 9. října 1922)
- 24. října – Petr Eben, skladatel (* 22. ledna 1929)
- 29. října – Jarmila Loukotková, spisovatelka a překladatelka (* 14. dubna 1923)
- 5. listopadu – Jiří Kohoutek, archeolog a historik (* 30. července 1952)
- 7. listopadu
  - Jiří Meduna, archeolog (* 4. dubna 1932)
  - Petr Haničinec, herec (* 15. září 1930)
- 12. listopadu – Hedvika Vilgusová, ilustrátorka (* 30. dubna 1946)
- 20. listopadu – Ivo Štuka, básník, spisovatel, novinář, překladatel (* 10. února 1930)
- 25. listopadu – Milada Einhornová, fotografka (* 10. října 1925)
- 26. listopadu
  - Václav Vojtěch Tošovský, pediatr a spisovatel (* 1. července 1912)
  - MUDr. Jaroslav Skála, lékař, bojovník proti alkoholismu a zakladatel první záchytné stanice (* 25. května 1916)
- 30. listopadu – Jiří Drvota, basketbalista (* 30. listopadu 1922)
- 3. prosince – Jan Fuchs, herec a rozhlasový moderátor (* 21. května 1930)
- 5. prosince – Zdeněk Pokorný, astronom (* 27. února 1947)
- 12. prosince – Jan Florian, malíř, sochař a restaurátor (* 25. prosince 1921)
- 14. prosince – Jan Švéda, reprezentant ve veslování, bronzová medaile na LOH 1960 (* 5. listopadu 1931)
- 15. prosince – Jaroslava Lukešová, sochařka (* 3. března 1920)
- 16. prosince – Dalibor Hanes, předseda Federálního shromáždění (* 2. října 1914)
- 18. prosince – Vilém Frendl, fotograf (* 28. května 1913)
- 19. prosince
  - Jarmila Hásková, historička (* 29. ledna 1936)
  - Jiří Sternwald, hudební skladatel (* 14. května 1910)
- 21. prosince
  - Věra Galatíková, herečka (* 19. srpna 1938)
  - Jiří Pauer, hudební skladatel (* 22. února 1919)
- 25. prosince – Miroslav Brdička, fyzik (* 12. září 1913)
- 27. prosince
  - Ilona Borská, spisovatelka a novinářka (* 9. listopadu 1928)
  - Karel Černoch, zpěvák (* 12. října 1943)
- 28. prosince – Karel Havlíček, stepař, tanečník standardních i latinskoamerických tanců (* 25. prosince 1923)

### Svět

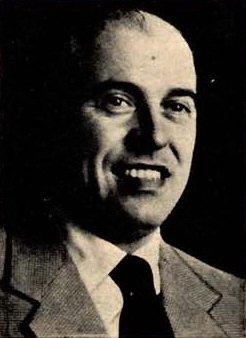
Carlo Ponti († 10. ledna)

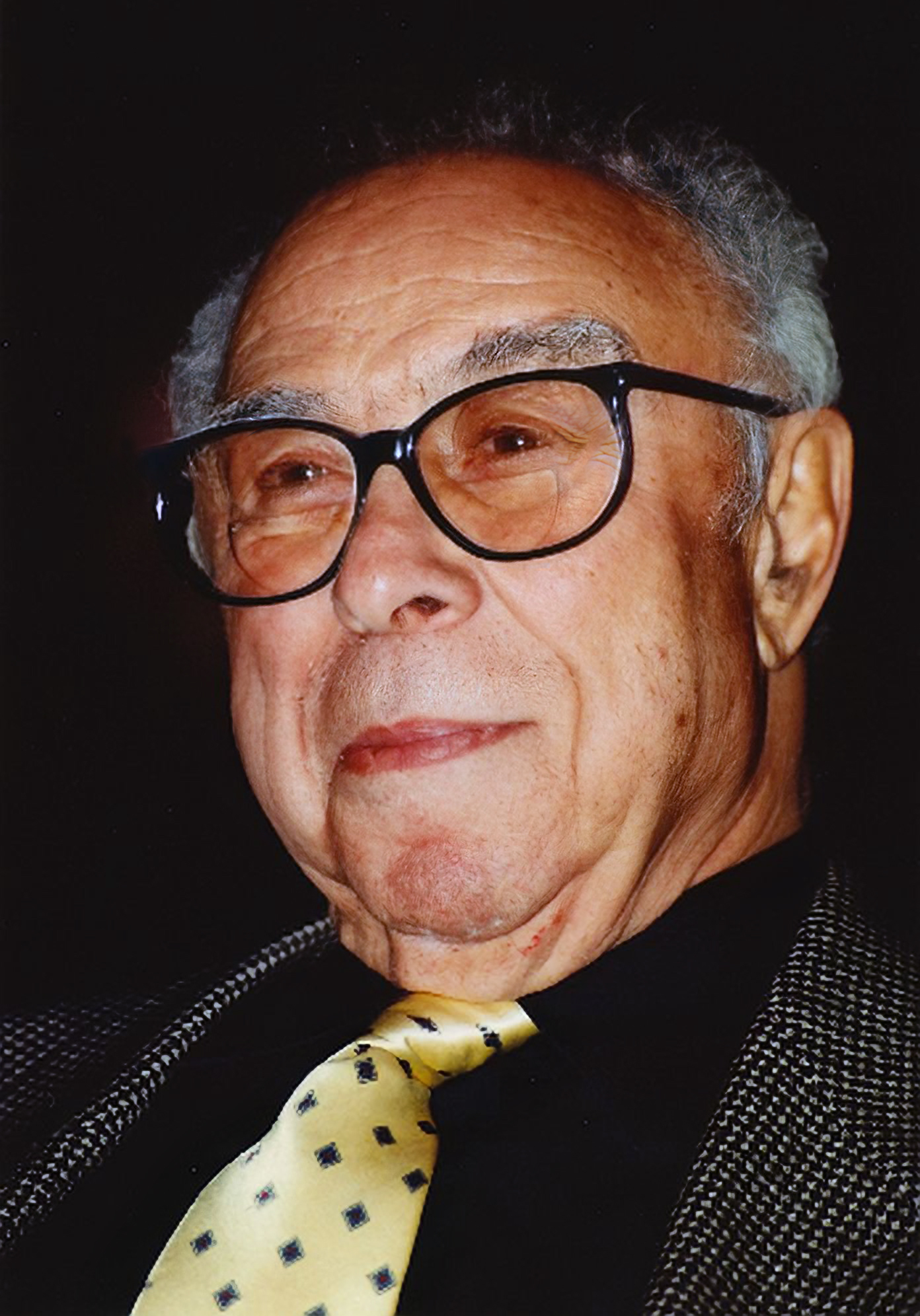
Art Buchwald († 17. ledna)

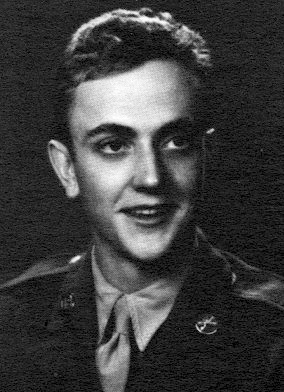
Kurt Vonnegut († 11. dubna)

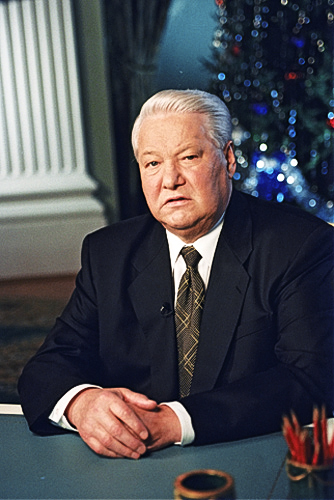
Boris Jelcin († 23. dubna)

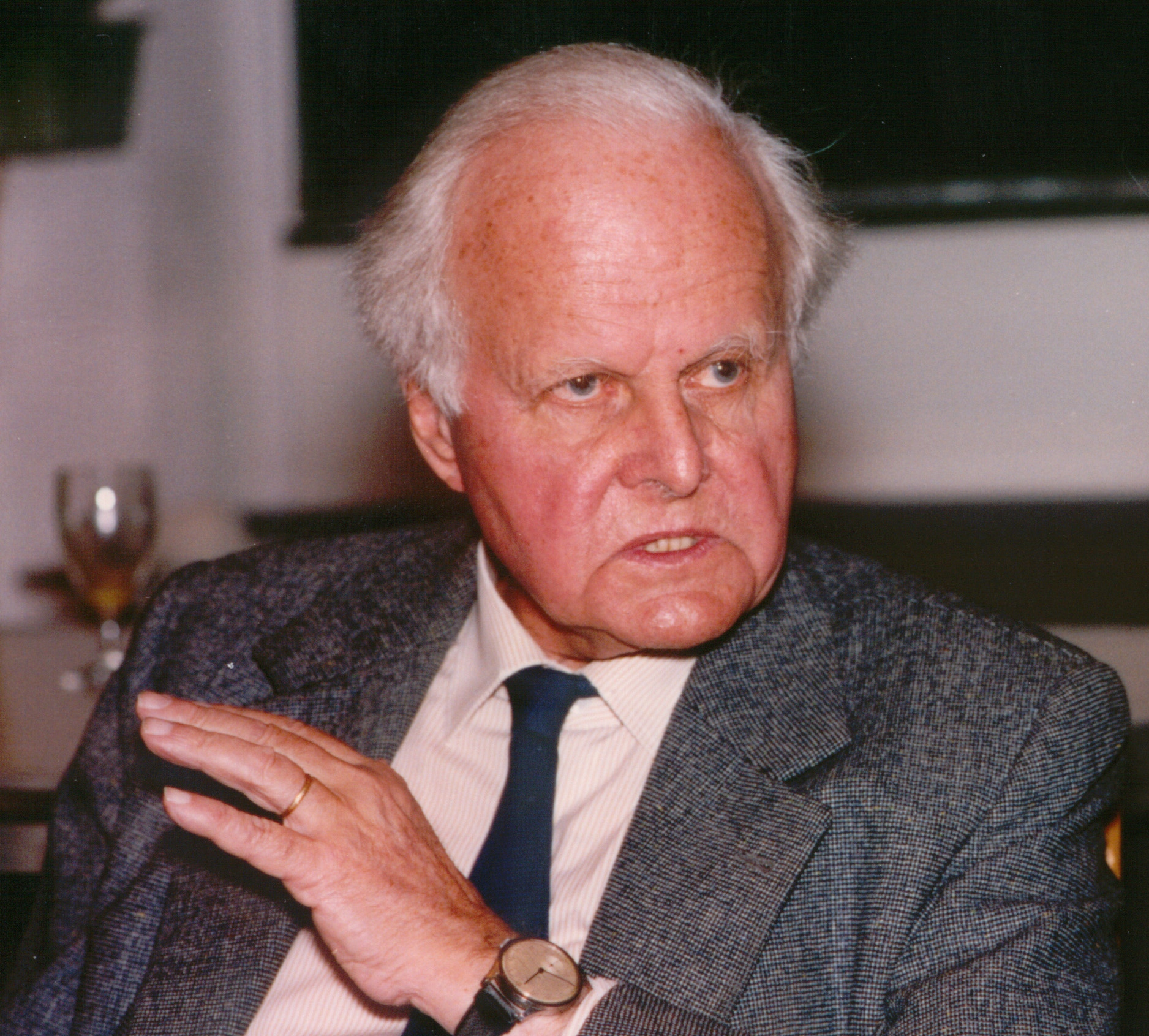
Carl Friedrich von Weizsäcker († 28. dubna)

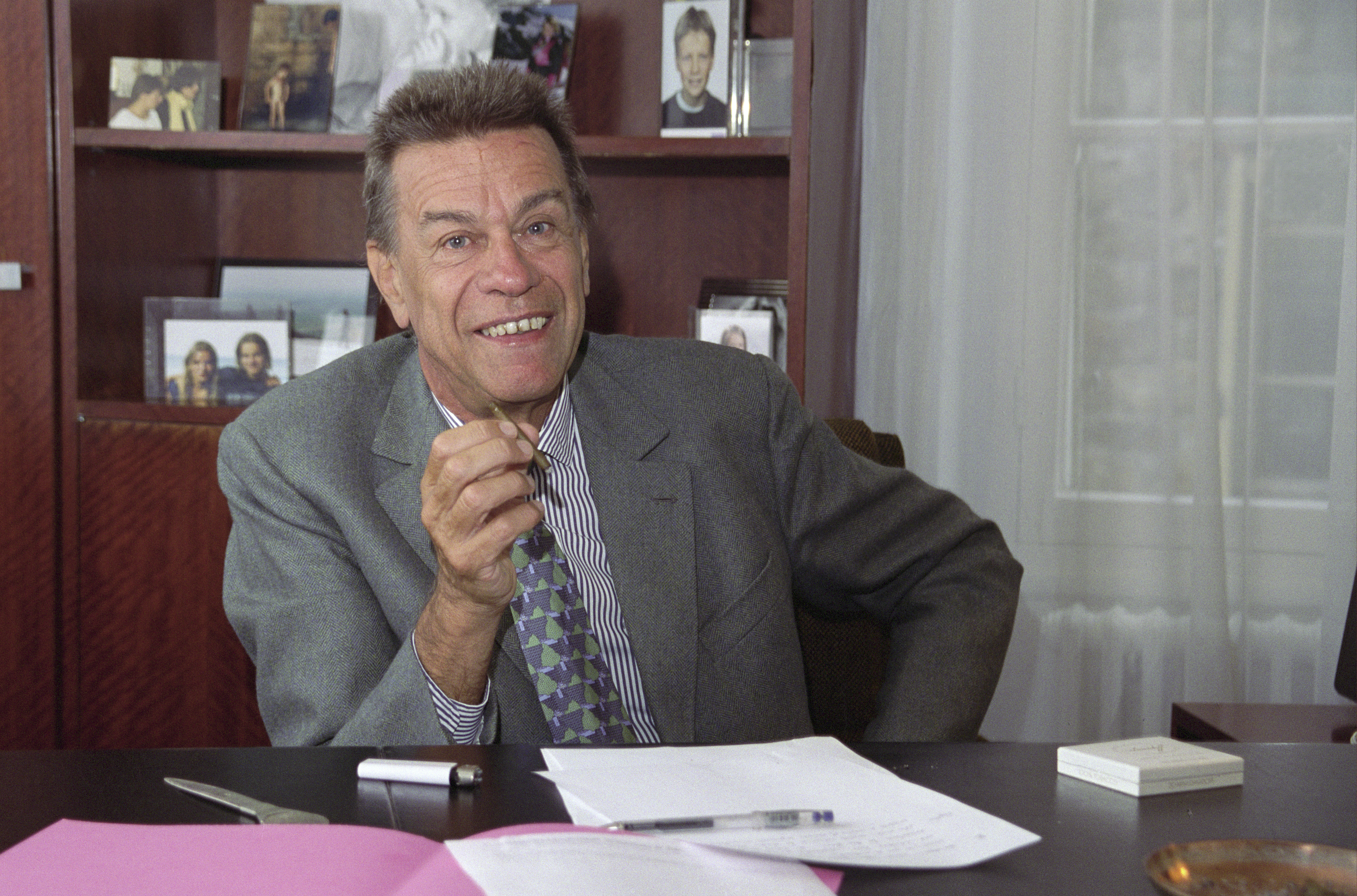
Pierre-Gilles de Gennes († 18. května)

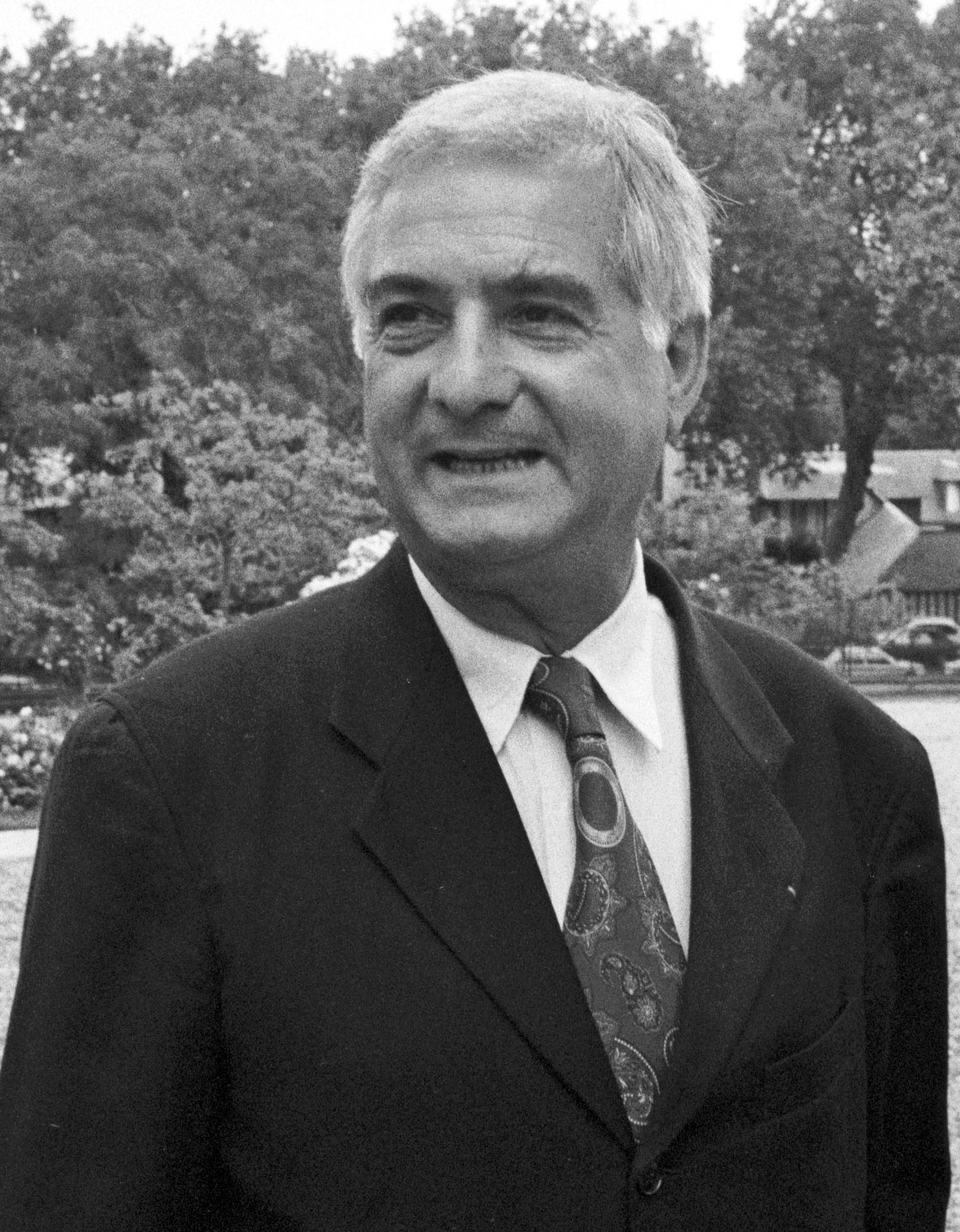
Jean-Claude Brialy († 30. května)

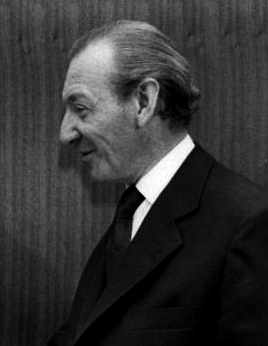
Kurt Waldheim († 14. června)

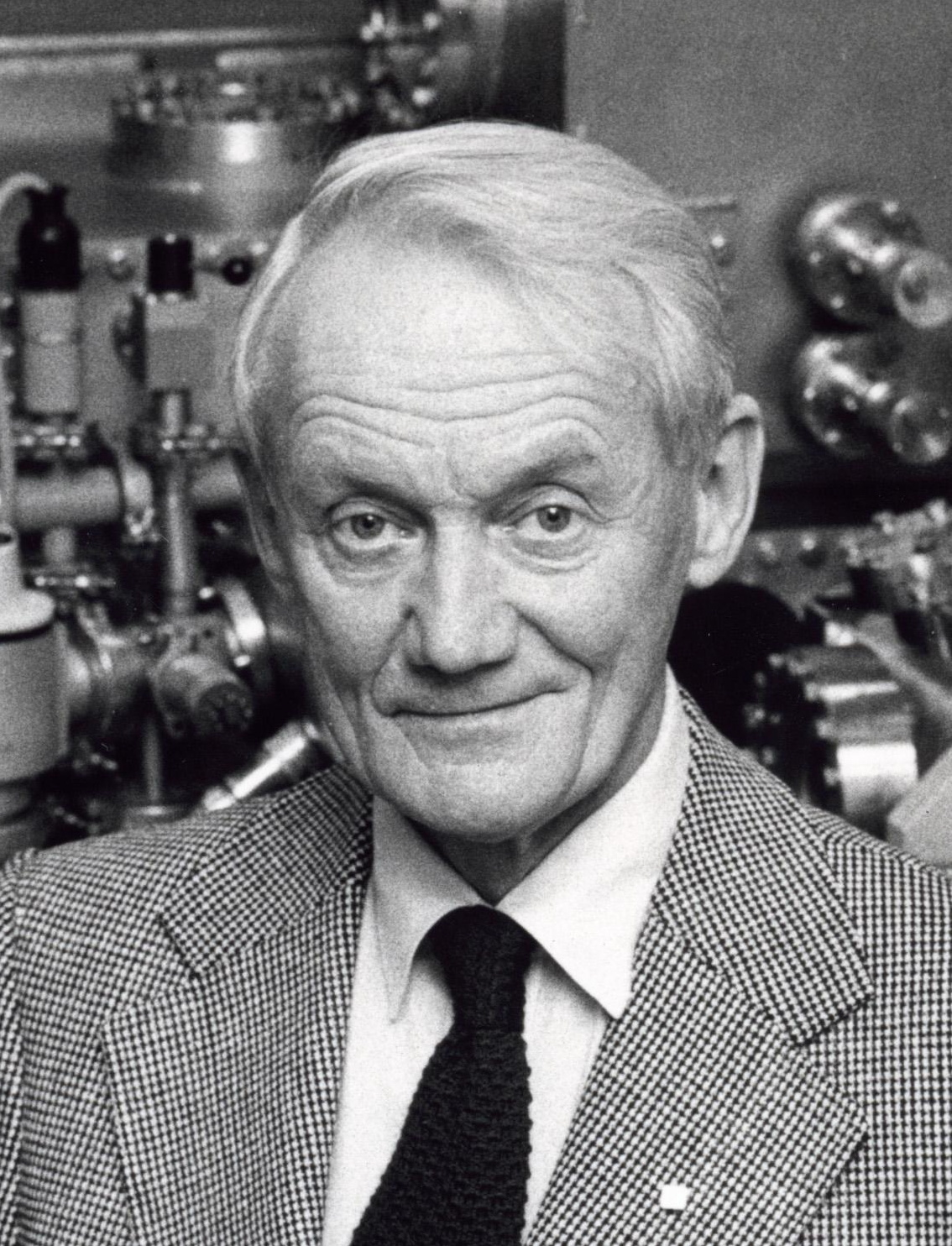
Kai Siegbahn († 20. července)

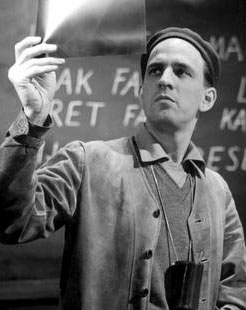
Ingmar Bergman († 30. července)

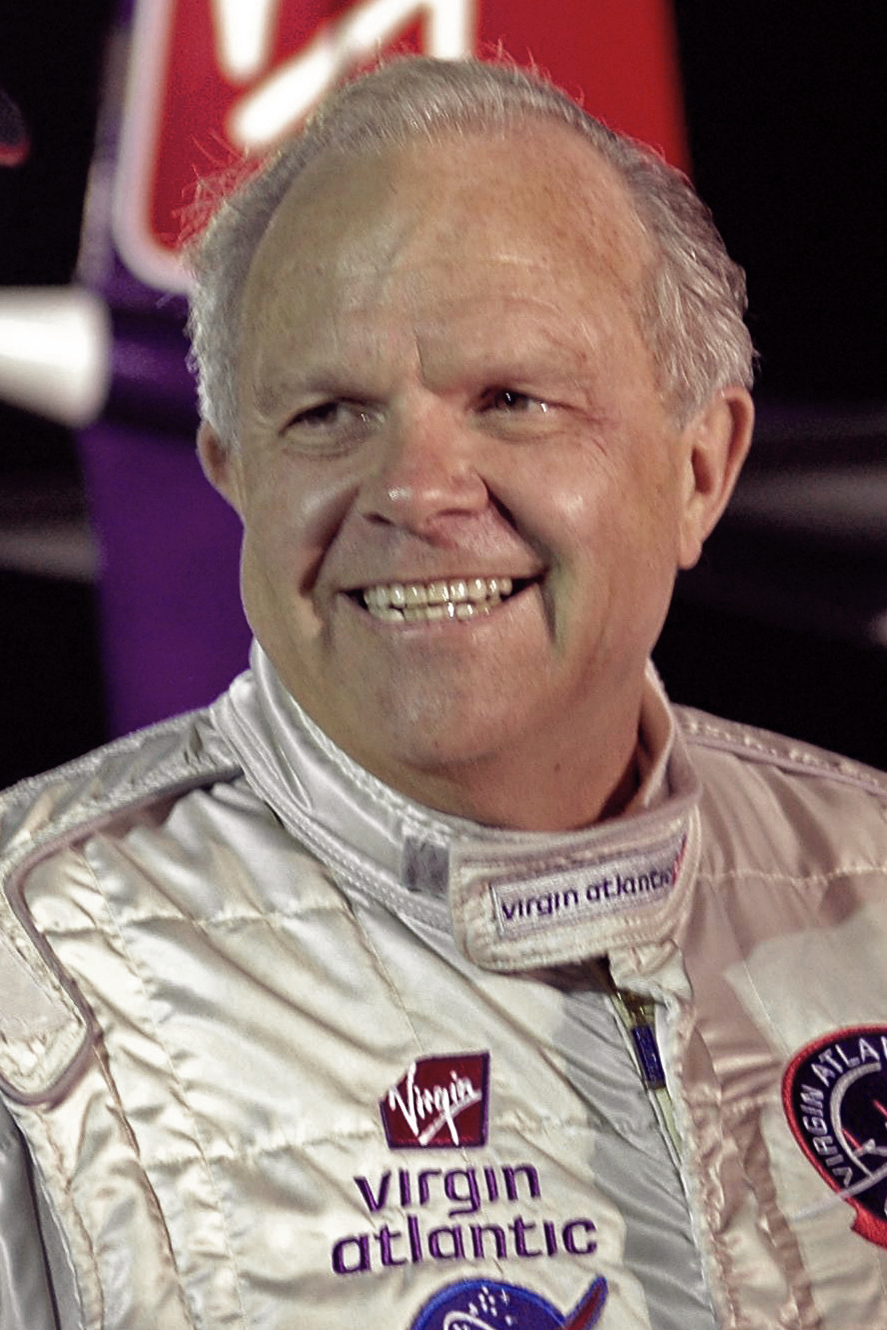
Steve Fossett († 3. září)

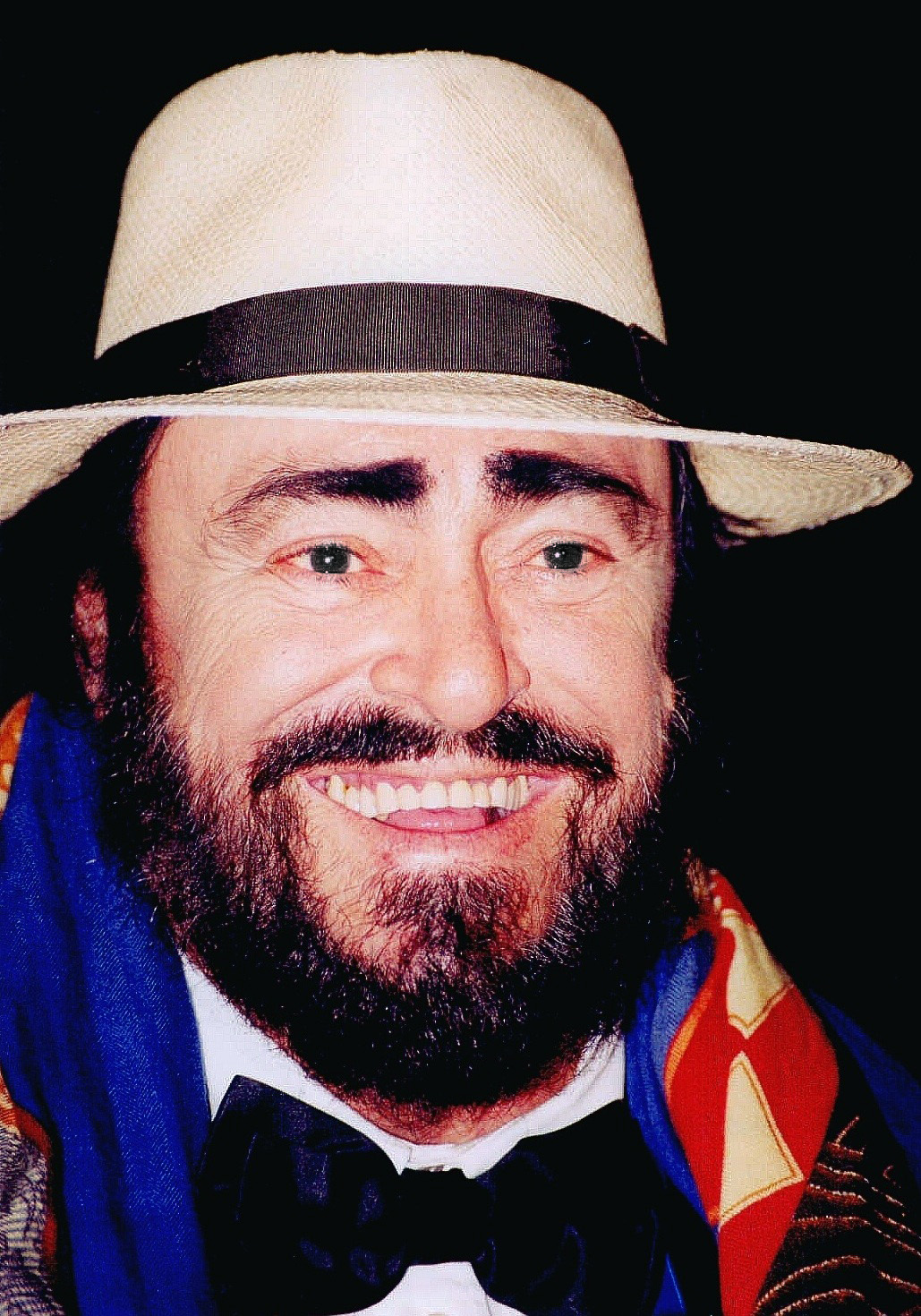
Luciano Pavarotti († 6. září)

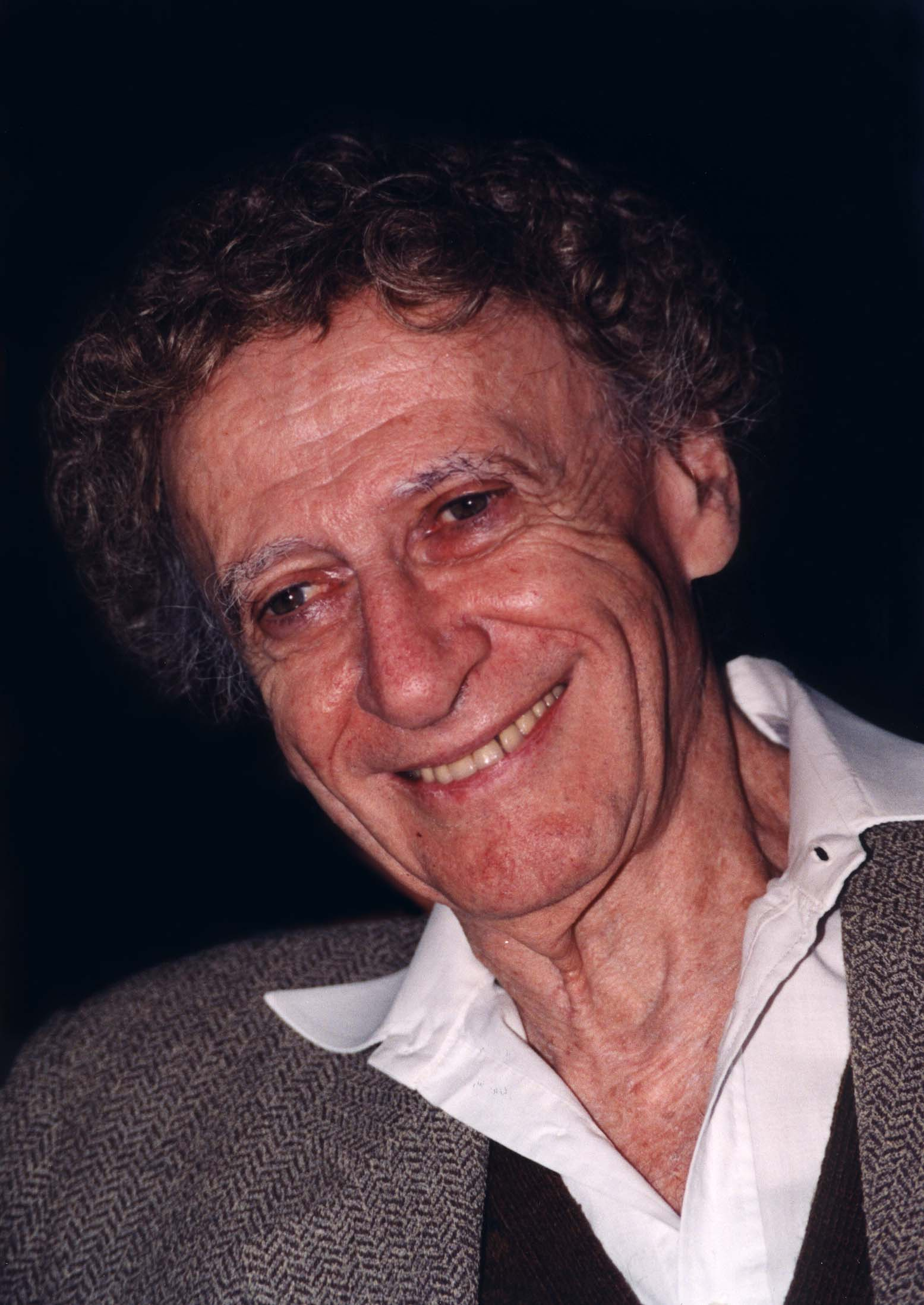
Marcel Marceau († 22. září)

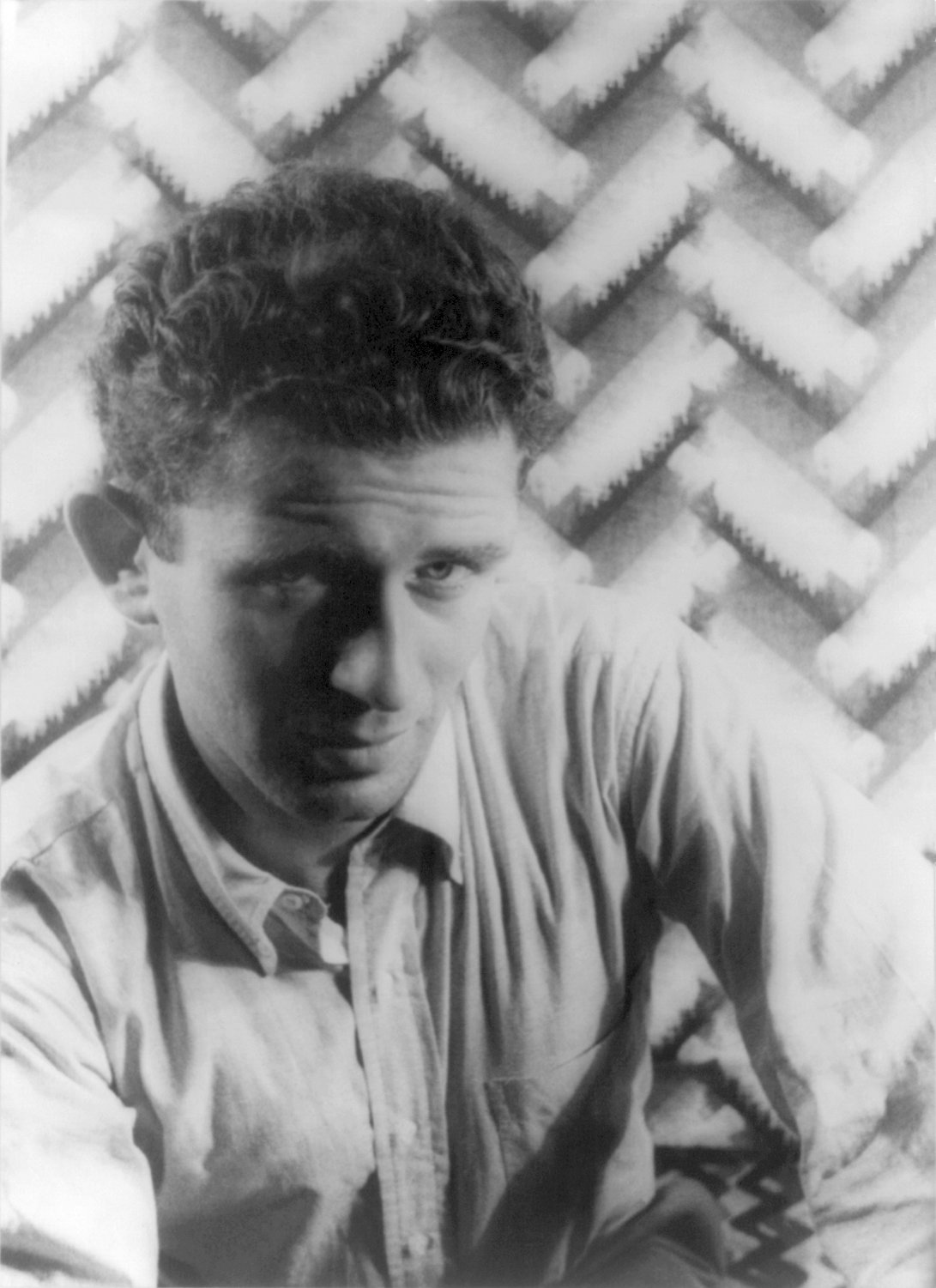
Norman Mailer († 10. listopadu)

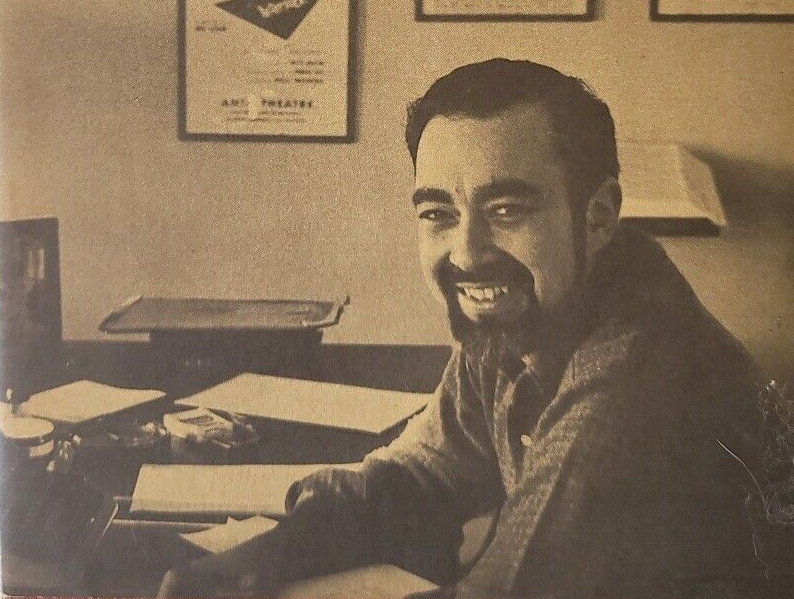
Ira Levin († 12. listopadu)

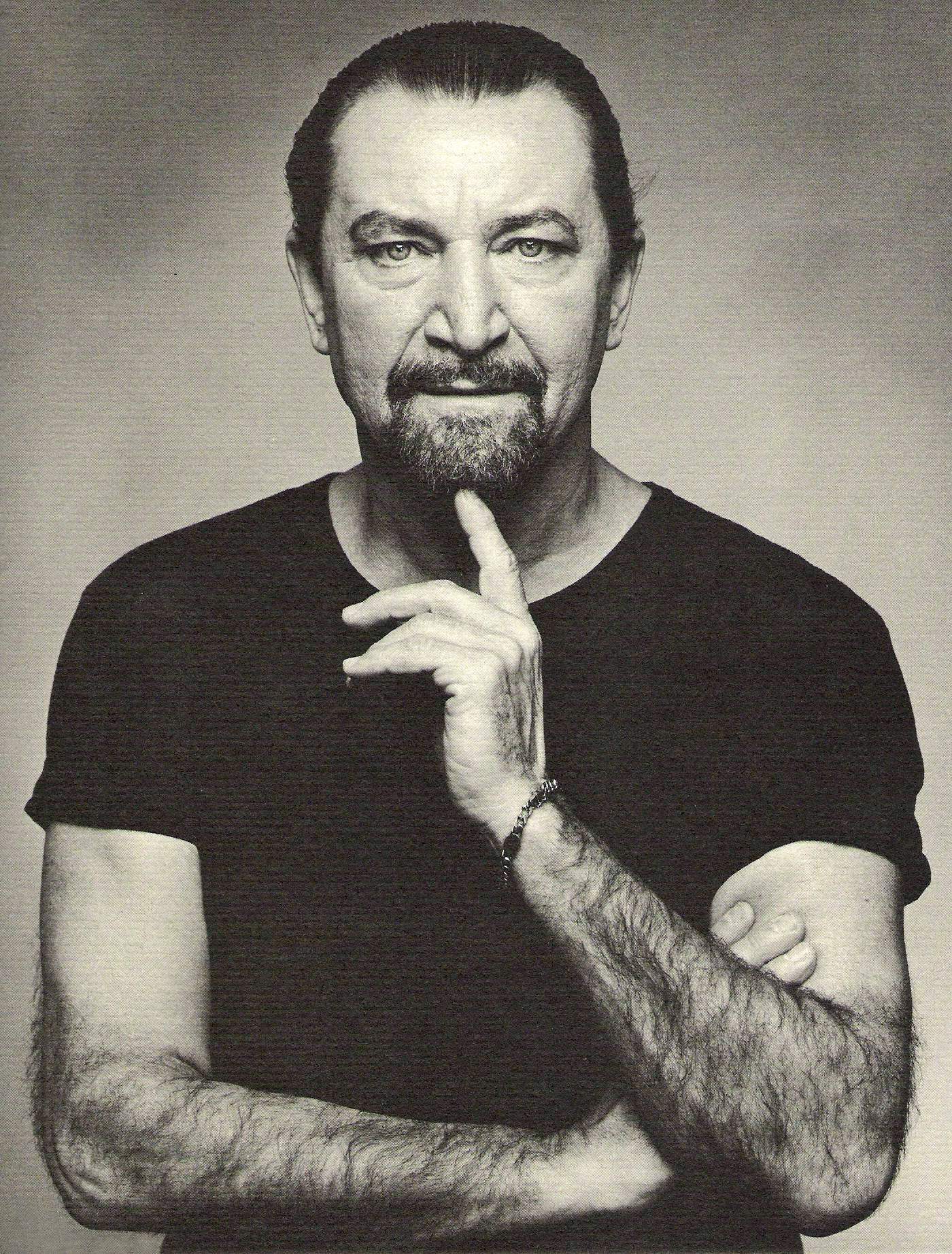
Maurice Béjart († 21. listopadu)

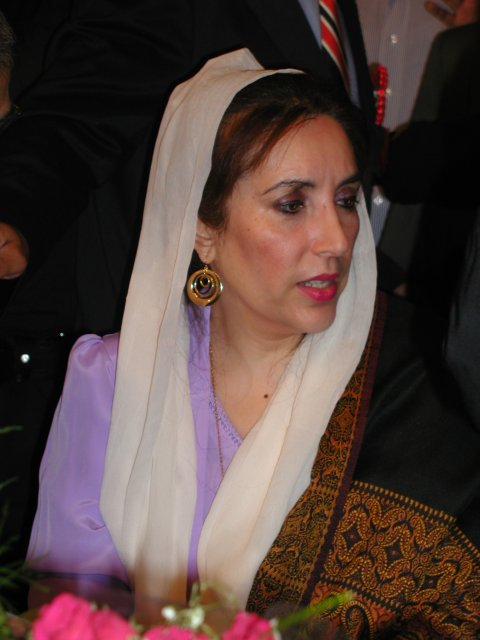
Bénazír Bhuttová († 27. prosince)

- 2. ledna – Teddy Kollek, starosta Jeruzaléma (* 27. května 1911)
- 6. ledna – Charmion King, kanadská herečka (* 25. července 1925)
- 9. ledna – Jean-Pierre Vernant, francouzský historik (* 4. ledna 1914)
- 10. ledna
  - Miroslav Abrahám, slovenský ekonom a diplomat (* 4. června 1931)
  - Carlo Ponti, italský filmový producent (* 11. prosince 1912)
- 11. ledna – Robert Anton Wilson, americký spisovatel, filosof, esejista (* 18. ledna 1932)
- 12. ledna – Alice Coltrane, americká jazzová klavíristka, varhanice, harfistka a skladatelka (* 27. srpna 1937)
- 13. ledna – Michael Brecker, americký jazzový saxofonista a skladatel (* 29. března 1949)
- 15. ledna – Manfred Rulffs, německý veslař, olympijský vítěz (* 6. března 1935)
- 17. ledna – Art Buchwald, americký novinář, spisovatel a humorista (* 20. října 1925)
- 19. ledna – Hrant Dink, turecký novinář a redaktor arménského původu (* 15. září 1954)
- 20. ledna
  - Ivo Maroević, chorvatský muzeolog a historik umění (* 1. října 1937)
  - Anatol Rapoport, americký matematik, psycholog a sociolog (* 22. května 1911)
- 22. ledna
  - Toulo de Graffenried, švýcarský pilot Formule 1 (* 18. května 1914)
  - Abbé Pierre, francouzský katolický kněz a kapucín (* 5. srpna 1912)
- 23. ledna – Ryszard Kapuściński, polský reportér, novinář a publicista (* 4. března 1932)
- 24. ledna – Wolfgang Iser, německý literární teoretik (* 22. července 1926)
- 25. ledna – Sydney S. Shulemson, kanadský stíhací pilot (22. října 1915)
- 26. ledna – Gump Worsley, kanadský hokejista (* 14. května 1929)
- 30. ledna – Sidney Sheldon, americký spisovatel, dramatik a scenárista (* 11. února 1917)
- 1. února
  - Antonio María Javierre Ortas, španělský kardinál (* 21. února 1921)
  - Gian Carlo Menotti, americký hudební skladatel italského původu (* 7. července 1911)
- 5. února – Slavko Mihalić, chorvatský básník (* 16. března 1928)
- 7. února – Alan MacDiarmid, novozélandský chemik, nositel Nobelovy ceny (* 14. dubna 1927)
- 8. února – Michel Cournot, francouzský spisovatel, žurnalista, scenárista, filmový režisér (* 1. května 1922)
- 14. února – Salomon Morel, velitel polského koncentračního tábora Zgoda (* 15. listopadu 1919)
- 16. února – Lilli Promet, estonská básnířka, prozaička (* 16. února 1922)
- 17. února – Maurice Papon, francouzský politik (* 3. září 1910)
- 22. února
  - Ian Wallace, britský rockový a jazzový bubeník (* 29. září 1946)
  - Jozef Dunajovec, slovenský novinář, publicista a autor literatury faktu (* 23. března 1933)
- 23. února – Pascal Yoadimnadji, čadský premiér (* asi 1950)
- 27. února – Bobby Rosengarden, americký jazzový bubeník (* 23. dubna 1924)
- 2. března – Henri Troyat, rusko-francouzský spisovatel a historik (* 1. listopadu 1911)
- 4. března – Soňa Čechová, slovenská překladatelka a novinářka (* 9. září 1930)
- 5. března – Milan Kiš, slovenský herec (* 3. srpna 1934)
- 6. března
  - Ellen Bergmanová, švédská herečka (* 23. dubna 1919)
  - Allen Coage, americký judista a zápasník, držitel bronzové medaile z OH 1976 (* 22. října 1943)
  - Jean Baudrillard, francouzský filosof, sociolog a fotograf (* 27. července 1929)
- 9. března – Brad Delp, americký hudebník (* 12. června 1951)
- 11. března – Georg Zundel, německý fyzikální chemik (* 17. května 1931)
- 13. března – Karol Spišák, slovenský herec a režisér (* 17. srpna 1941)
- 14. března
  - Roger Beaufrand, francouzský cyklista, olympijský vítěz 1928 (* 25. září 1908)
  - Sa'dun Hammádí, irácký premiér (* 22. června 1930)
- 16. března – Ron Chesterman, anglický hudebník a archivář (* 27. listopadu 1943)
- 17. března – John Backus, americký počítačový vědec (* 3. prosince 1924)
- 18. března – Bob Woolmer, anglický trenér a hráč kriketu (* 14. květen 1948)
- 23. března
  - Paul Cohen, americký matematik (* 2. dubna 1934)
  - Chajim Chermeš, maďarský parašutista, člen výsadkové skupiny Amsterdam (* 4. ledna 1919)
- 25. března – Andranik Markarjan, arménský premiér (* 12. června 1951)
- 26. března – Rodion Azarkhin, ruský kontrabasista (* 22. března 1931)
- 27. března – Faustino Oramas, kubánský zpěvák (* 4. června 1911)
- 29. března – Tosiwo Nakayama, prezident Mikronésie (* 23. listopadu 1931)
- 31. března – Paul Watzlawick, americký psycholog (* 25. července 1921)
- 1. dubna – John Billings, australský lékař – neurolog (* 5. března 1918)
- 5. dubna – Mark St. John, americký zpěvák a kytarista (* 7. února 1956)
- 6. dubna – Luigi Comencini, italský filmový režisér (* 8. června 1916)
- 8. dubna
  - Sol LeWitt, americký minimalistický malíř, sochař a kreslíř (* 9. září 1928)
  - Ján Bzdúch, slovenský herec (* 21. května 1922)
- 9. dubna – Harry Rasky, kanadský filmový režisér, scenárista a spisovatel (* 9. května 1928)
- 10. dubna – Walter Hendl, americký dirigent (* 12. ledna 1917)
- 11. dubna – Kurt Vonnegut, americký spisovatel (* 11. listopadu 1922)
- 14. dubna – René Rémond, francouzský historik a politolog (* 30. září 1918)
- 16. dubna – Liviu Librescu, izraelský vědec (* 18. srpna 1930)
- 17. dubna – Anežka Kristýna Rakouská, arcivévodkyně rakouská, uherská a česká (* 14. prosince 1928)
- 18. dubna – Andrej Kvašňák, fotbalový reprezentant (* 19. května 1936)
- 19. dubna – Jean-Pierre Cassel, francouzský divadelní a filmový herec (* 27. října 1932)
- 20. dubna – Andrew Hill, americký jazzový klavírista a skladatel (* 30. června 1931)
- 21. dubna
  - Stanisław Dragan, polský boxer, bronzový na OH 1968 (* 21. listopadu 1941)
  - Parry O'Brien, americký atlet, dvojnásobný olympijský vítěz ve vrhu koulí 1952 a 1956 (* 28. ledna 1932)
- 23. dubna
  - David Halberstam, americkým žurnalista a spisovatel (* 10. dubna 1934)
  - Boris Jelcin, ruský prezident (* 1. února 1931)
- 26. dubna – Sin Hjonhwak, jihokorejský premiér (* 1920)
- 27. dubna – Mstislav Rostropovič, ruský violoncellista a dirigent (* 27. března 1927)
- 28. dubna – Carl Friedrich von Weizsäcker, německý fyzik a filosof (* 28. června 1912)
- 29. dubna
  - Joseph Nérette, haitský prezident (* 1924)
  - Ivica Račan, chorvatský premiér (* 24. února 1944)
- 3. května
  - Abdul Sabúr Faríd Kúhestání afghánský premiér (* 1952)
  - Wally Schirra, americký astronaut (* 12. března 1923)
- 6. května – Alvin Batiste, americký jazzový klarinetista (* 7. listopadu 1932)
- 7. května – Rafi Lavi, izraelský výtvarník a kritik (* ? 1937)
- 11. května – Malietoa Tanumafili II., západosamojský vládce od 1962 (* 4. ledna 1913)
- 14. května – Jean Saubertová, americká sjezdová lyžařka, dvojnásobná olympijská medailistka 1964 (* 1. května 1942)
- 16. května
  - Gohar Gasparjan, arménská operní pěvkyně (* 14. prosince 1924)
  - Mary Douglas, britská antropoložka (* 25. března 1921)
- 17. května
  - Lloyd Alexander, americký spisovatel (* 30. ledna 1924)
  - Anton Rašla, slovenský prokurátor a politik (* 15. září 1911)
- 18. května
  - Pierre-Gilles de Gennes, francouzský fyzik, nositel Nobelovy ceny (* 24. října 1932)
  - Mika Špiljak, jugoslávský státník (* 28. listopadu 1916)
- 19. května – Hans Wollschläger, německý spisovatel, překladatel, historik a filolog (* 17. března 1935)
- 25. května – Bartholomew Ulufa'alu, premiér Šalomounových ostrovů (* 25. prosince 1950)
- 30. května – Jean-Claude Brialy, francouzský herec, režisér, scenárista a spisovatel (* 30. března 1933)
- 3. června – Iván Darvas, maďarský herec a divadelní režisér (* 14. června 1925)
- 8. června
  - Richard Rorty, americký filozof (* 4. října 1931)
  - Aden Abdullah Osman Daar, somálský prezident 1960–1967 (* 1908)
- 10. června – Stanislav Brovet, jugoslávský admirál (* 14. května 1930)
- 12. června – Tošija Itó, japonský herec (* 8. října 1947)
- 13. června – Oskar Moravec, kanadský hudební skladatel českého původu (* 17. ledna 1917)
- 14. června – Kurt Waldheim, rakouský prezident a generální tajemník OSN (* 21. prosince 1918)
- 19. června – Gejza Šimanský, fotbalový reprezentant (* 29. srpna 1924)
- 22. června – Jozef Haríň, voják a příslušník výsadku Embassy (* 11. října 1921)
- 24. června – Armand Maloumian, francouzský spisovatel (* 4. května 1928)
- 26. června – Jupp Derwall, německý fotbalový trenér (* 10. března 1927)
- 28. června – Kiiči Mijazawa, japonský premiér (* 8. dubna 1919)
- 29. června – Fred Saberhagen, americký autor science fiction (* 18. května 1930)
- 2. července – Luigi Scarabello, italský fotbalista (* 17. června 1916)
- 6. července – Frankie Laine, americký zpěvák a herec (* 30. března 1913)
- 8. července – Čandra Šékhar, indický premiér (* 1. července 1927)
- 9. července – André Chouraqui, francouzský právník, spisovatel a politik (* 11. srpna 1917)
- 11. července
  - Lady Bird Johnsonová, manželka 36. prezidenta USA Lyndona B. Johnsona (* 22. prosince 1912)
  - Alfonso López Michelsen, kolumbijský prezident (* 30. června 1913)
- 12. července – Adela Gáborová, slovenská herečka (* 2. března 1940)
- 13. července – Ilja Zeljenka, slovenský hudební skladatel (* 21. prosince 1932)
- 20. července – Kai Siegbahn, švédský fyzik, nositel Nobelovy ceny (* 20. dubna 1918)
- 22. července – Ulrich Mühe, německý herec (* 20. června 1953)
- 23. července
  - Tom Davis, premiér Cookových ostrovů (* 11. června 1917)
  - André Milongo, premiér Republiky Kongo (* 20. října 1935)
  - Muhammad Záhir Šáh, afghánský král (* 16. října 1914)
  - George Tabori, maďarský spisovatel, dramatik a divadelní režisér (* 24. května 1914)
  - Ernst Otto Fischer, německý chemik, nositel Nobelovy ceny (* 10. října 1918)
- 26. července – Ernest Šmigura, slovenský herec (* 17. června 1930)
- 28. července
  - Theo Altmeyer, německý tenorista (* 16. března 1931)
  - Isidore Isou, francouzský spisovatel a režisér (* 29. ledna 1925)
- 29. července
  - Art Davis, americký jazzový kontrabasista (* 5. prosince 1934)
  - Michel Serrault, francouzský herec (* 24. ledna 1928)
- 30. července
  - Ingmar Bergman, švédský filmový režisér (* 14. července 1918)
  - Michelangelo Antonioni, italský režisér (* 29. září 1912)
- 31. července – Giuseppe Baldo, italský fotbalista (* 27. července 1914)
- 1. srpna
  - Dillwyn Miles, velšský spisovatel a historik (* 25. května 1915)
  - Veikko Karvonen, finský atlet, 3. v maratónu na OH 1956 (* 5. ledna 1926)
- 2. srpna – Rio Preisner, americký básník, filosof, spisovatel, překladatel a teatrolog rusínského původu (* 13. listopadu 1925)
- 4. srpna – Raul Hilberg, rakousko-americký historik (* 2. června 1926)
- 5. srpna
  - Jean-Marie Lustiger, arcibiskup pařížský a kardinál (* 17. září 1926)
  - Amos Manor, ředitelem izraelské bezpečnostní služby Šin bet (* 8. října 1918)
- 6. srpna – Atle Selberg, norský matematik (* 17. června 1917)
- 7. srpna – Miklós Páncsics, maďarský fotbalový reprezentant (* 4. února 1944)
- 11. srpna – Herb Pomeroy, americký jazzový trumpetista (* 15. dubna 1930)
- 14. srpna
  - Tichon Nikolajevič Chrennikov, ruský hudební skladatel a pedagog (* 10. června 1913)
  - Bill Lomas, anglický motocyklový závodník (* 8. března 1928)
- 16. srpna – Max Roach, americký jazzový bubeník (* 10. ledna 1924)
- 21. srpna
  - Hana Ponická, slovenská prozaička (* 15. července 1922)
  - Ján Dekan, slovenský archeolog (* 6. února 1919)
- 22. srpna – Jacek Chmielnik, polský filmový a divadelní herec, dramatik (* 31. ledna 1953)
- 24. srpna – Abdul Rahmán Árif, irácký prezident (* 1916)
- 25. srpna
  - Štefan Žáry, slovenský básník, spisovatel, překladatel a novinář (* 12. prosince 1918)
  - Edouard Gagnon, kanadský kardinál (* 15. ledna 1918)
  - Raymond Barre, francouzský premiér (* 12. dubna 1924)
- 26. srpna – Gaston Thorn, lucemburský premiér a předseda Evropské komise (* 3. září 1928)
- 27. srpna – Gad Ja'akobi, ministr izraelských vlád (* 18. ledna 1935)
- 28. srpna
  - Francisco Umbral, španělský sloupkař a spisovatel (* 11. května 1932)
  - Paul B. MacCready, americký letecký inženýr (* 25. září 1925)
- 29. srpna – Pierre Messmer, francouzský premiér (* 20. března 1916)
- 1. září
  - Vladimír Reisel, slovenský básník a diplomat (* 19. ledna 1919)
  - Viliam Schrojf, slovenský fotbalový brankář, držitel stříbrné medaile z MS 1962 (* 2. srpna 1931)
- 3. září
  - Steve Fossett, americký miliardář a dobrodruh (* 22. dubna 1944)
  - Janis Martin, americká zpěvačka (* 27. března 1940)
- 6. září – Luciano Pavarotti, italský operní zpěvák (* 12. října 1935)
- 9. září – Hughie Thomasson, americký kytarista a zpěvák (* 13. srpna 1952)
- 10. září – Jane Wymanová, americká herečka, zpěvačka a tanečnice (* 1917)
- 11. září – Joe Zawinul, rakouský jazzový pianista a skladatel (* 7. července 1932)
- 13. září – Antolín Abad Pérez, španělský historik, spisovatel a františkánský kněz (* 13. února 1918)
- 15. září – Colin McRae, Legendární rallyový závodník, mistr světa v Rally 1995(Subaru) (* 5. srpna 1968)
- 16. září – Robert Jordan, americký spisovatel (* 17. října 1948)
- 21. září – Petar Stambolić, jugoslávský partyzán a komunistický politik (* 12. července 1912)
- 22. září
  - André Gorz, francouzský sociální filozof (* 9. února 1923)
  - Marcel Marceau, francouzský mim a herec (* 22. března 1923)
- 28. září – Adam Kozłowiecki, polský arcibiskup a kardinál (* 1. dubna 1911)
- 29. září – Gyula Zsivótzky, maďarský trojnásobný olympijský medailista v hodu kladivem (* 25. února 1937)
- 1. října – Al Oerter, americký olympijský vítěz v hodu diskem a malíř (* 19. září 1936)
- 5. října – Jack Wilson, americký jazzový klavírista (* 3. srpna 1936)
- 11. října – Šrí Činmoj, indicko-americký myslitel a duchovní učitel (* 27. srpna 1931)
- 12. října – So Vin, politik barmské junty (* 10. května 1948)
- 16. října – Toše Proeski, makedonský zpěvák (* 25. ledna 1981)
- 17. října
  - Teuku Jacob, indonéský paleontolog (* 6. prosince 1929)
  - Joey Bishop, americký televizní a filmový herec (* 3. února 1918)
- 19. října – Jan Wolkers, nizozemský spisovatel, sochař a malíř (* 26. října 1925)
- 22. října – Horia Aramă, rumunský básník, esejista a prozaik (* 4. listopadu 1930)
- 28. října – Porter Wagoner, americký country zpěvák (* 12. srpna 1927)
- 30. října
  - John Woodruff, americký olympijský vítěz v běhu na 800 metrů z roku 1936 (* 5. července 1915)
  - Robert Goulet, americký zpěvák a herec (* 26. listopadu 1933)
- 1. listopadu – Paul Tibbets, americký pilot, který shodil na Hirošimu atomovou bombu (* 23. února 1915)
- 5. listopadu – Nils Liedholm, švédský fotbalista (* 8. října 1922)
- 8. listopadu – Stephen Fumio Hamao, japonský kardinál (* 9. března 1930)
- 10. listopadu – Norman Mailer, americký spisovatel (* 31. ledna 1923)
- 12. listopadu – Ira Levin, americký spisovatel a dramatik (* 27. srpna 1929)
- 13. listopadu – Harold J. Berman, americký právní historik (* 13. února 1918)
- 19. listopadu – Magda Szabóová, maďarská spisovatelka (* 5. října 1917)
- 20. listopadu – Ernest Paulin, americký jazzový trumpetista (* 22. června 1907)
- 21. listopadu – Maurice Béjart, francouzský choreograf (* 1. ledna 1927)
- 27. listopadu
  - Pavol Mikulík, slovenský herec (* 2. března 1944)
  - Cecil Payne, americký jazzový saxofonista (* 14. prosince 1922)
- 28. listopadu
  - Gudrun Wagnerová, manželka Wolfganga Wagnera a spoluorganizátorka Hudebních slavností v Bayreuthu (* 15. června 1944)
  - Alexandre Kafka, brazilský ekonom českého původu, ředitel Mezinárodního měnového fondu (* 25. ledna 1917)
- 2. prosince – Thomas Torrance, skotský protestantský teolog (* 30. srpna 1913)
- 5. prosince
  - Karlheinz Stockhausen, německý hudební skladatel (* 22. srpna 1928)
  - John Winter, australský olympijský vítěz ve skoku do výšky (* 3. prosince 1924)
- 11. prosince – Karel Ludvík Habsbursko-Lotrinský, pátý potomek rakouského císaře Karla I. (* 10. března 1918)
- 12. prosince – Alfons Maria Stickler, rakouský kardinál (* 23. srpna 1910)
- 15. prosince – Jean Bottéro, francouzský asyriolog (* 30. srpna 1914)
- 22. prosince – Julien Gracq, francouzský spisovatel (* 27. července 1910)
- 23. prosince – Oscar Peterson, kanadský jazzový pianista (* 15. srpna 1925)
- 26. prosince – István Sándorfi, maďarsko-francouzský malíř (* 12. června 1948)
- 27. prosince
  - Jaan Kross, estonský spisovatel (* 19. února 1920)
  - Bénazír Bhuttová, pákistánská premiérka (* 27. června 1953)
  - Jerzy Kawalerowicz, polský filmový režisér (* 19. ledna 1922)
- 31. prosince – Michael Goldberg, americký malíř (* 24. prosince 1924)

## Hlavy států

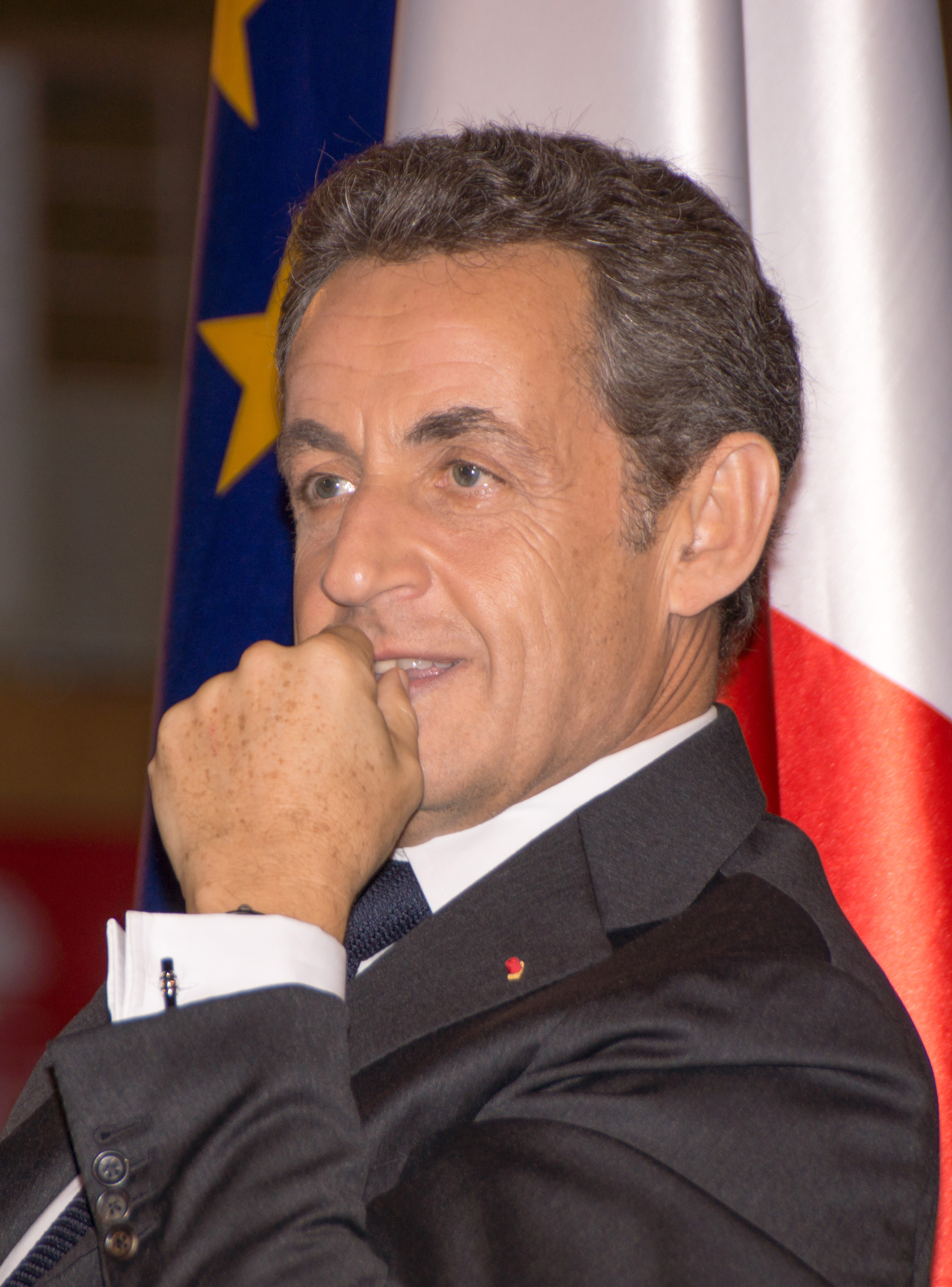
Francouzským prezidentem se stal Nicolas Sarkozy

- Austrálie – předseda vlády John Howard
- Česko – Václav Klaus
- Francie – Nicolas Sarkozy
- Kanada – předseda vlády Stephen Harper
- Maďarsko – László Sólyom
- Německo – Horst Köhler
- Rusko – Vladimir Putin
- Slovensko – Ivan Gašparovič
- USA – George W. Bush
- Španělsko – král Juan Carlos I.
- Spojené království – Alžběta II.
- Vatikán – Benedikt XVI.